# Carlos Vera (Leichtathlet)
Carlos Sergio Vera Guardia (* 30. August 1928 in Iquique; † 22. Juni 2022 in Bloomington, Minnesota, Vereinigte Staaten) war ein chilenischer Leichtathlet.

## Karriere
Als Carlos Vera von seinem Vater zu einem regionalen Leichtathletikwettkampf im Alter von 8 Jahren mitnahm, weckte der Sport sein Interesse. Nach dem Zweiten Weltkrieg studierte er Architektur an der Päpstliche Katholischen Universität von Chile und begann während dieser Zeit den Sport professionell zu betreiben. 1947 gewann er bei den Leichtathletik-Südamerikameisterschaften in Rio de Janeiro die Silbermedaille im Dreisprung. Bei den Olympischen Sommerspielen 1948 in London schied er im Dreisprung als 23. in der Qualifikation aus.
1949 holte er bei den Südamerikameisterschaften in Lima Silber im Weitsprung, und 1951 wurde er bei den Panamerikanischen Spielen in Buenos Aires in derselben Disziplin Vierter.  
1952 gewann er bei den Südamerikameisterschaften in Buenos Aires Silber im Weitsprung und Bronze im Zehnkampf. Bei den Olympischen Spielen in Helsinki kam er im Weitsprung nicht über die erste Runde hinaus und belegte den 14. Platz. Im Zehnkampf gab Vera nach der vierten Disziplin auf.
Bei den Panamerikanischen Spielen 1955 in Mexiko-Stadt wurde er jeweils Vierter im Weit- und Dreisprung, Fünfter im Zehnkampf und schied im Vorlauf über 100 m aus. 
1956 errang er bei den Südamerikameisterschaften in Santiago Bronze im Dreisprung, und 1959 wurde er bei den Panamerikanischen Spielen in Chicago Achter im Weitsprung.

## Persönliche Bestleistungen
- Weitsprung: 7,49 m, 14. März 1955, Mexiko-Stadt
- Dreisprung: 15,30 m, 16. März 1955, Mexiko-Stadt
- Zehnkampf: 6111 Punkte, 1953